# Максимов, Матео
Мате́о Макси́мов (фр. Matéo Maximoff; 17 января 1917 — 24 ноября 1999) — один из самых популярных цыганских писателей, а также пастор-евангелик. Первым перевёл Библию на цыганский язык.
Основной тематикой творчества является история цыган и литературная обработка цыганских волшебных сказок; романы «Предсказания» — «Ursitory», 1946, и «Седьмая дочь» — «Eftato šei», 1967.

## Детство
Матео Максимов родился в семье отца котляра-иммигранта и матери мануш в Барселоне. Мать Матео была двоюродной сестрой Джанго Рейнхардта.
В детстве Матео не посещал школу. Чтению, письму, счёту и семейному ремеслу лудильщика его выучил отец. В дальнейшем Максимов по возможности пополнял свои знания. Кроме того, отец умел поддержать разговор на 23 языках и поощрял в детях любознательность к языкам. Он умер, когда Матео было 14 лет. Мать к тому моменту тоже была мертва (умерла при родах). Подросток фактически стал главой семьи и кормил своим трудом младших братьев и сестёр.

## Зрелые годы
В 1936 году в Испании, где в то время проживали Максимовы, началась гражданская война. Одной из сторон были националисты. Максимовы решили искать убежища во Франции, где проживали родственники как матери Матео, так и его жены.
В 1938 году Максимов попал в тюрьму вследствие конфликта между двумя большими цыганскими семьями. Адвокат по фамилии Изорни обратил внимание на него, как на грамотного и к тому же красноречивого цыгана, и попросил написать эссе о сути конфликта и о цыганских обычаях, имевших к нему отношение. Он собирался использовать эти сведения при защите. Матео исполнил просьбу.
На основе получившегося эссе он написал полноценную повесть, впоследствии изданную под названием «Урситори».
Там же, в тюрьме, Максимов значительно улучшил своё владение грамотой.
В 1939 году, вступив в войну, французское правительство обвинило беженцев из Испании (в основном это были цыгане и евреи) в шпионаже в пользу нацистов и начало арестовывать их и размещать в концентрационном лагере Гюрс, возле испанской границы. Максимовы были арестованы весной 1940 года.
Вскоре после оккупации беженцев разделили по национальному признаку. В августе 1940 года цыган отправили в лагерь Тарб. В мае 1941 года Максимовы были интернированы в Ланнмазан.
Французские концентрационные лагеря отличались от немецких тем, что в них не ставилось целью мучительное уничтожение узников. Однако условия проживания были столь же тяжёлыми. Заключённых не кормили. Им разрешалось выходить из лагеря (часть семьи оставалась в заложниках) чтобы найти или заработать себе пропитание.
Тюремщики говорили, что цыган держат в лагере за то, что они «бесполезные бродяги». Поэтому Максимов был уверен, что если ему удастся опубликовать «Урситори», он и его семья будут освобождены как полезные члены общества.
Для этой цели Матео удаётся получить разрешение на пять дней покинуть лагерь. Он приезжает в Париж и разыскивает Изорни. Максимов оформляет на него доверенность с тем, чтобы Изорни мог подписывать за него контракты. В 1942 году Изорни подписал контракт с крупным французским издательским домом «Фламмарион». Однако «Урситори» были опубликованы издательством уже после войны, в 1946 году.
После войны Матео Максимов, первый из цыган в мире, подал в немецкий суд иск с требованием быть признанным как жертва гонений по расовому признаку. Его иск был удовлетворён только через 14 лет. Этот прецедент помог тому, что в 1982 году цыгане были признаны жертвами гонений по признаку расы. Впрочем, ООН до сих пор не считает цыган жертвами геноцида.
После войны Максимов, вплоть до самой смерти, пишет книги, посвящённые не только довоенной жизни цыган, но и событиям Кали Траш. Всего за свою жизнь он написал одиннадцать художественных книг, которые были переведены на 14 языков мира, а также стал соавтором этнографического труда, посвящённого цыганам.
В 1961 году Максимов стал пастором-евангеликом. Он проповедовал среди цыган, учил детей из кочевых таборов грамоте, перевёл на цыганский язык Новый Завет.

## Высказывания
Я считаю, что если бы цыгане были грамотнее, мир был бы переполнен цыганскими писателями

## Книги
в скобках даётся дата первой публикации
- «Ангелы судьбы» (1999)
- «Люди доро́ги» (1995)
- «Доро́ги без фургонов» (1993)
- «Мир, который не мой» (1992)
- «Венгерка» (1987)
- «Кукла Мамели́ги» (1986)
- «Приговорён к выживанию» (1984)
- «Седьмая дочь» (1979)
- «Цыгане» (1959) этнографический труд в соавторстве с Отто Деттвайлером
- «Сави́на. Жестокая цыганская история, рассказанная цыгану» (1957)
- «Цена свободы» (1955)
- «Урситори» (1946)